# Gérson Magrão
Gérson Magrão, właśc. Gerson Alencar Lima Junior (ur. 13 czerwca 1985 w Diademie) – brazylijski piłkarz grający na pozycji pomocnika.

## Kariera piłkarska

### Kariera klubowa
Wychowanek klubu Cruzeiro EC, skąd w 2004 przeszedł do Feyenoordu. Po kilku latach występów w juniorskiej drużynie, w 2007 roku powrócił do Brazylii, gdzie bronił barw CR Flamengo. W 2007 został wypożyczony do klubu Ipatinga FC. W 2008 powrócił do Cruzeiro, klubu w którym zaczął karierę.
W sierpniu 2009 roku za 2,5 mln euro kupiony do Dynama Kijów. W 2011 piłkarz odmówił gry w drużynie rezerw, a potem prosił klub anulować kontrakt. W marcu 2012 otrzymał swój list transferowy.

### Sukcesy
- mistrz Campeonato Carioca: 2007
- zdobywca Taça Guanabara: 2007
- finalista Copa Libertadores: 2009
- wicemistrz Ukrainy: 2010, 2011
- finalista Pucharu Ukrainy: 2011